# St.-Patrokli-Dom (Soest)

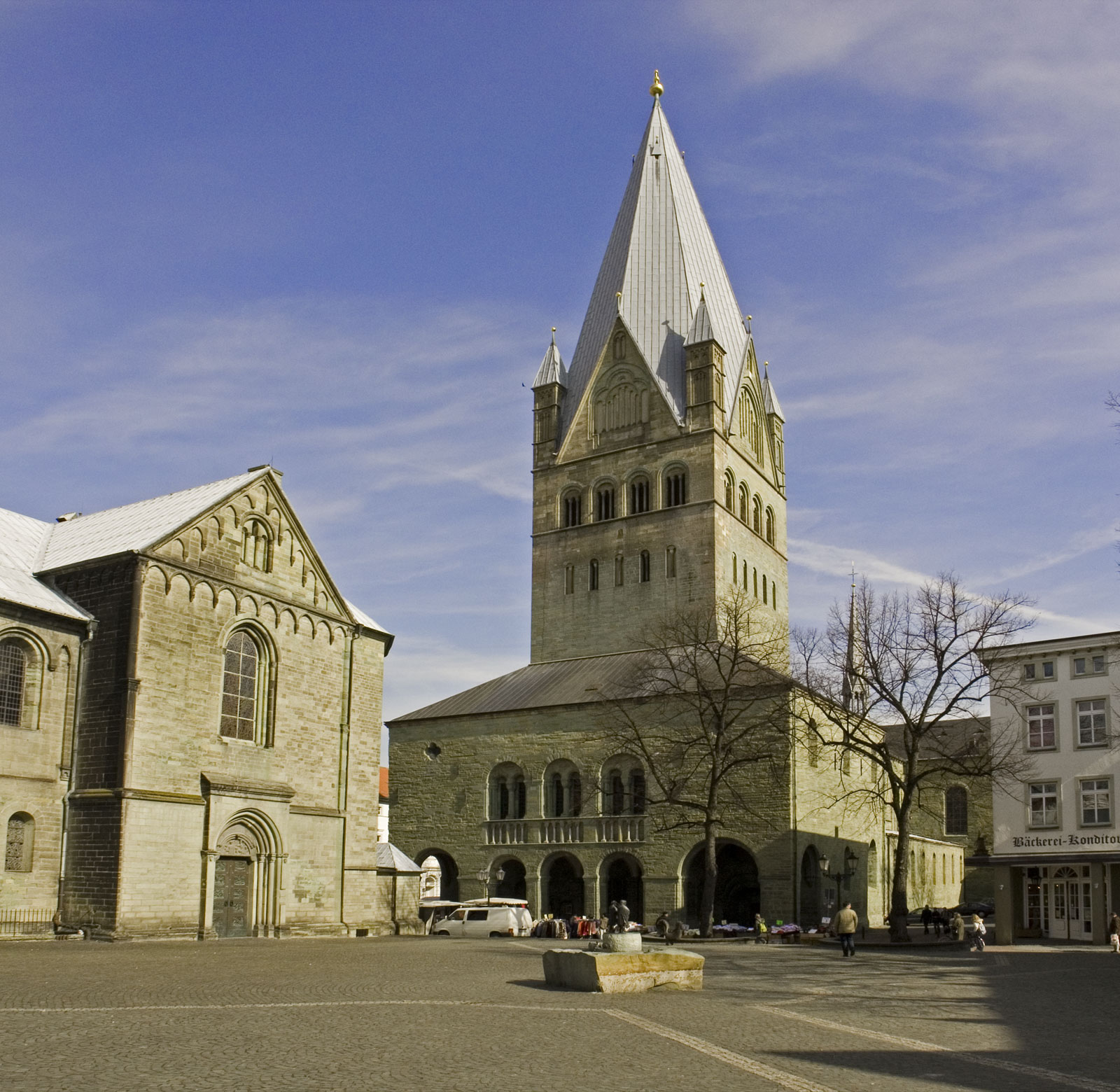
Patrokli-Dom

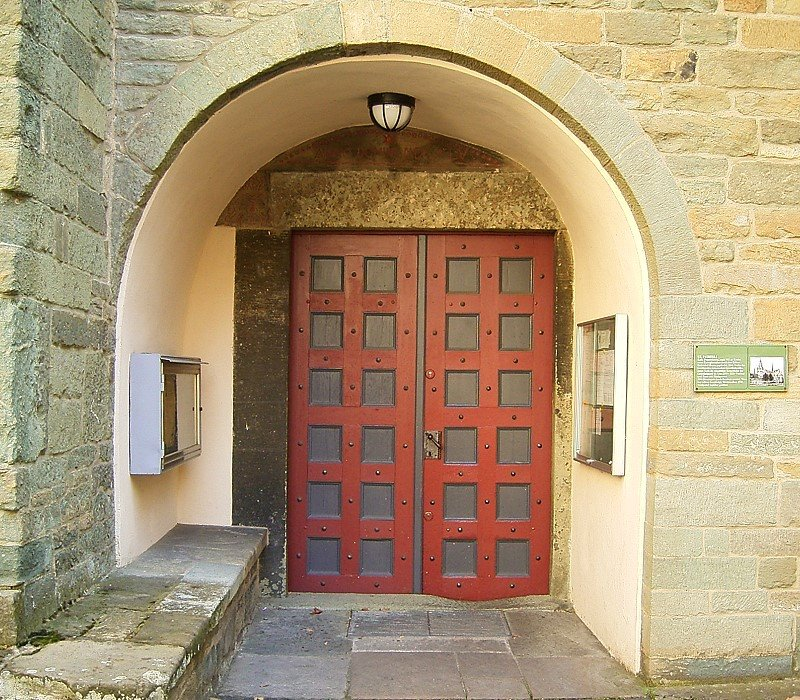
Südlicher Eingang

Der St.-Patrokli-Dom (auch St.-Patrokli-Münster) in Soest ist eine katholische Kirche von großer architekturgeschichtlicher Bedeutung. Er gilt als Inbegriff der Romanik in Westfalen. Er war die Kirche des Kanonikerstiftes St. Patrokli, das im 10. Jahrhundert entstand und bis zur Aufhebung 1812 bestand. Seit 1823 ist der Dom die Pfarrkirche der dem Bistum Paderborn zugeordneten Pfarrgemeinde St. Patrokli. 1859 wurde er zur Propsteikirche (ecclesia praeposita) erhoben.

## Stiftsgeschichte
Aus kirchen- und machtpolitischen Gründen wurde Soest nicht Bischofssitz; es war aber der kirchliche Mittelpunkt der Kölner Erzbischöfe in Westfalen, Nebenresidenz und zweite Hauptstadt Kurkölns. Im Gebiet des späteren Herzogtums Westfalen waren nach der Christianisierung insbesondere Kanonissenstifte vom regionalen Adel gegründet worden. Dazu gehörten die Stifte in Meschede, Geseke und Oedingen.
In Soest dagegen stand am Beginn Erzbischof Brun von Köln (Sohn König Heinrichs I. und Bruder Ottos I.). Dem Erzbischof Brun waren die Gebeine des Heiligen Patroclus geschenkt worden, als er in diplomatischer Angelegenheit am französischen Hof weilte. Von Troyes aus nahm er die Reliquien mit nach Köln, beließ sie dort nur vier Jahre und brachte sie dann 954 nach Soest. Dort kamen sie am 9. Dezember 962 an und wurden, als die ersten Reliquien der Stadt, von der Bevölkerung und der Geistlichkeit mit Jubel aufgenommen. Darüber gibt der Bericht „De translatione sancti Patrocli martyris“ Auskunft.
Aus diesem Bericht und dem Testament des Bischofs geht hervor, dass er beabsichtigte, in Soest ein Stift zu gründen. In seinem Testament hinterließ er dafür im Jahr 965 100 Pfund Silber, liturgische Geräte und Paramente für das Projekt. Ausgeführt wurden die Pläne unter Erzbischof Folcmar.
Die ersten Kanoniker stammten wahrscheinlich von St. Andreas in Köln. Dessen Statuten dienten wohl auch als Vorbild für das neue Stift in Soest. Durch die Kölner Erzbischöfe und in geringeren Maße auch durch andere Stifter wurde der Besitz des Stifts vermehrt. Zunächst blieb es allerdings bei einem recht kleinen Kapitel. Vergrößert wurde dieses zur Zeit von Erzbischof Anno II. Dieser stiftete vier weitere Präbenden. Dadurch wurde die Zahl der Kanoniker verdoppelt. Rainald von Dassel hat die Stiftskirche wohl am 8. Juli 1166 geweiht.
Das Kapitel konnte das Recht der freien Propstwahl behaupten. Allerdings durften die Pröpste seit 1221 nur noch aus dem Kölner Domkapitel stammen. Mit dem Amt des Propstes war seit 1257 auch die Funktion des Kollators der Pfarreien in der Stadt und der Umgebung verbunden. Außerdem war er der Dekan des Landdekanats Soest. Die Pröpste versuchten in der Folge, den Kölner Dompropst aus seiner Stellung als Archidiakon zu verdrängen. Dies gelang schließlich bis zum 15. Jahrhundert. Das Stift bildete einen eigenen Immunitätsbezirk und verfügte über eine Schule zur Heranbildung von Geistlichen.
Jahrhundertelang war das Patroklistift das mächtigste und reichste Stift des ganzen Herzogtums Westfalen; zeitweise unterstanden dem Stift bis zu 54 Pfarreien. Die Pröpste des Patroklistifts, die zumindest in den ersten Jahrhunderten weitgehend dem Hochadel entstammten, waren über weite Teile des Mittelalters zugleich Domherren in Köln und jeweils einer der vier Großarchidiakone bzw. bisweilen auch Offizial des Erzbistums Köln. Nur etwa ein- bis zweimal im Jahr hielt sich der Propst des Kollegiat-Stifts St. Patrokli – zur Abhaltung eines geistlichen Gerichts – in Soest auf. Die übrige Zeit ließ er sich vom Dechanten vertreten, dem die Verwaltung des Patroklistiftes oblag. Während der Soester Fehde kam es 1444 zu Konflikten zwischen der Stadt Soest und dem Stift, da letzteres weiterhin zu den Kölner Erzbischöfen hielt. Der Reformation leistete das Stift seit 1531 Widerstand. Nachdem die Kanoniker sich geweigert hatten, zur neuen Lehre überzutreten, verließen sie die Stadt. Ein Teil des Patroklidomes wurde evangelisch. Im Jahr 1548 führte der Dechant Johannes Gropper die katholische Lehre wieder ein. Die Stiftsherren kehrten zurück. Ihnen stand seitdem bis zur Aufhebung 1812 der Ostteil des Domes zu. Letzter Dompropst im alten Sinne war von 1804 bis 1811 Friedrich Clemens von Ledebur-Wicheln, der spätere Bischof von Paderborn.
Im Jahr 1857 gründete das Patroklistift das Marienkrankenhaus Soest.

## Gebäude

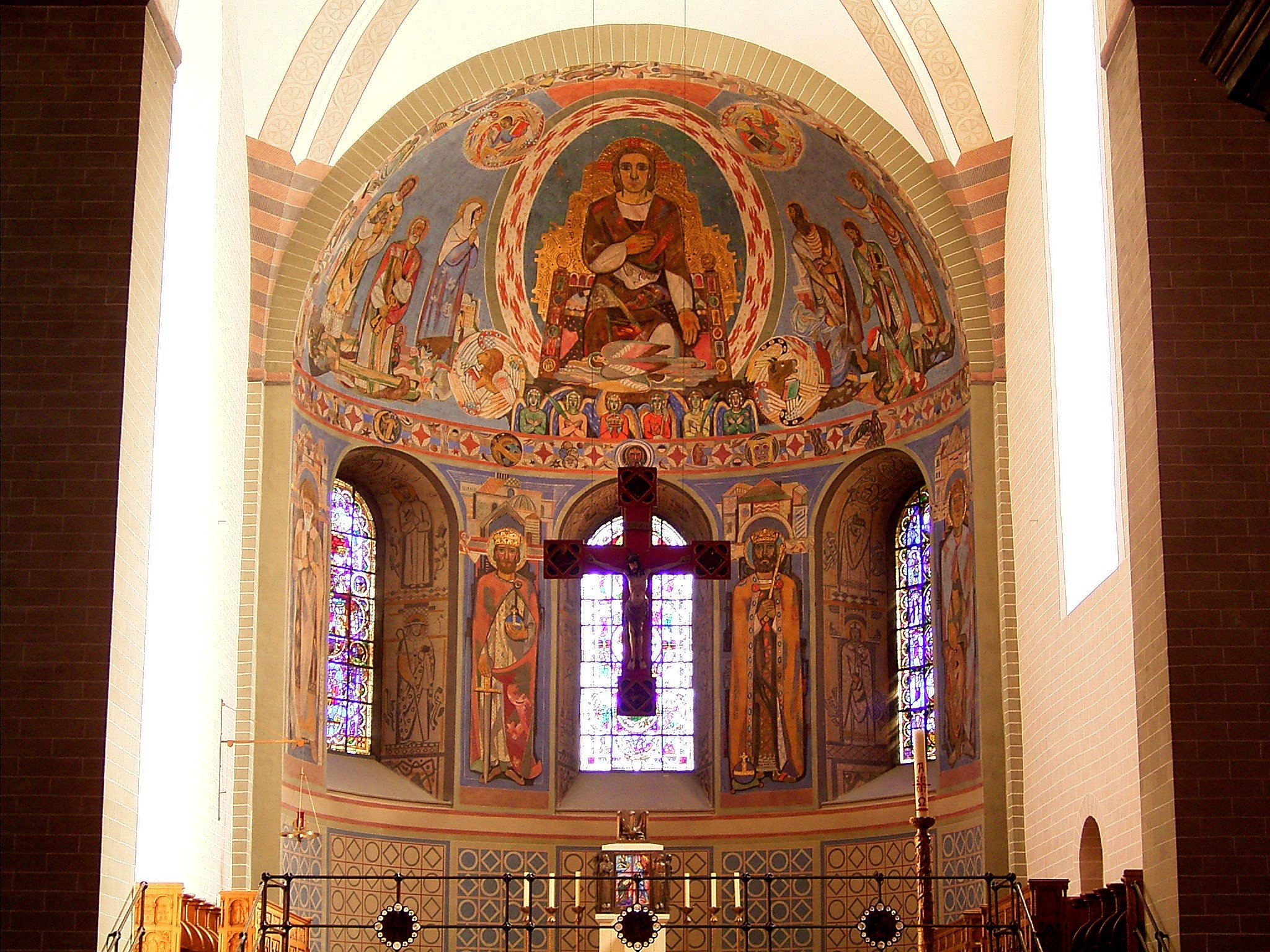
Apsis von 1954 nach hochmittelalterlichem Vorbild

Der Bau imponiert durch seine gewaltigen grünen Sandsteinmassen, vor allem aber durch den von vier Ecktürmchen flankierten, etwa 80 Meter hohen monumentalen Turm („Turm Westfalens“), der von Experten häufig als schönster romanischer Turm Deutschlands bezeichnet wird, und durch den geräumigen anmutigen Vorhallenbau, eine Art Westwerk mit loggienartigem Oberbau. Dieser hatte früher vom heutigen Domplatz aus einen Zugang über zwei Treppen und könnte Hermann Rothert zufolge ein um 1200 noch nicht vorhandenes Rathaus ersetzt haben („Ratslaube“). Erst zu Bischof Heinrichs II. (1217–1234) Zeit beschlossen die Bürger, sich ein eigenes Haus zu schaffen. Der Turm blieb bis 1797 in städtischem Besitz, er diente als städtische Rüstkammer (heute: Dommuseum). Teile des Wehrschatzes in Form von Armbrustbolzen aus der Rüstkammer sind heute im Osthofentor-Museum zu besichtigen.
Die Ausmalung der Hauptapsis mit abgewandeltem Christus-Pantokrator-Motiv wurde 1954 vom Maler Peter Hecker gestaltet, nachdem die „älteste und umfangreichste“ Apsisausmalung, die in Westfalen überdauert hatte, im Zweiten Weltkrieg zerstört worden war. Zusammen mit den romanischen Fenstern ergab sich zunächst ein Bildprogramm. Im Laufe der Zeit wurden die Malereien überdeckt und schadhafte Teile der Fenster ausgetauscht. Ab 1699 verdeckte ein großer Barockaltar Fenster und (übermalte) Malereien. 1851 entdeckte Wilhelm Lübke das Bildprogramm, das daraufhin „aufgefrischt“ wurde. Der Glasermeister Joseph Osterrath schuf aus 11 der 14 in verschiedenen Fenstern der Kirche noch erhaltenen, aus der Zeit vor 1166 stammenden Originalfelder drei neue Fenster. Gemeinsam mit dem Wurzel-Jesse-Fenster stellen diese Fenster einen einmaligen Bestand an romanischen Glasmalereien dar.

## Baugeschichte

### Mittelalter

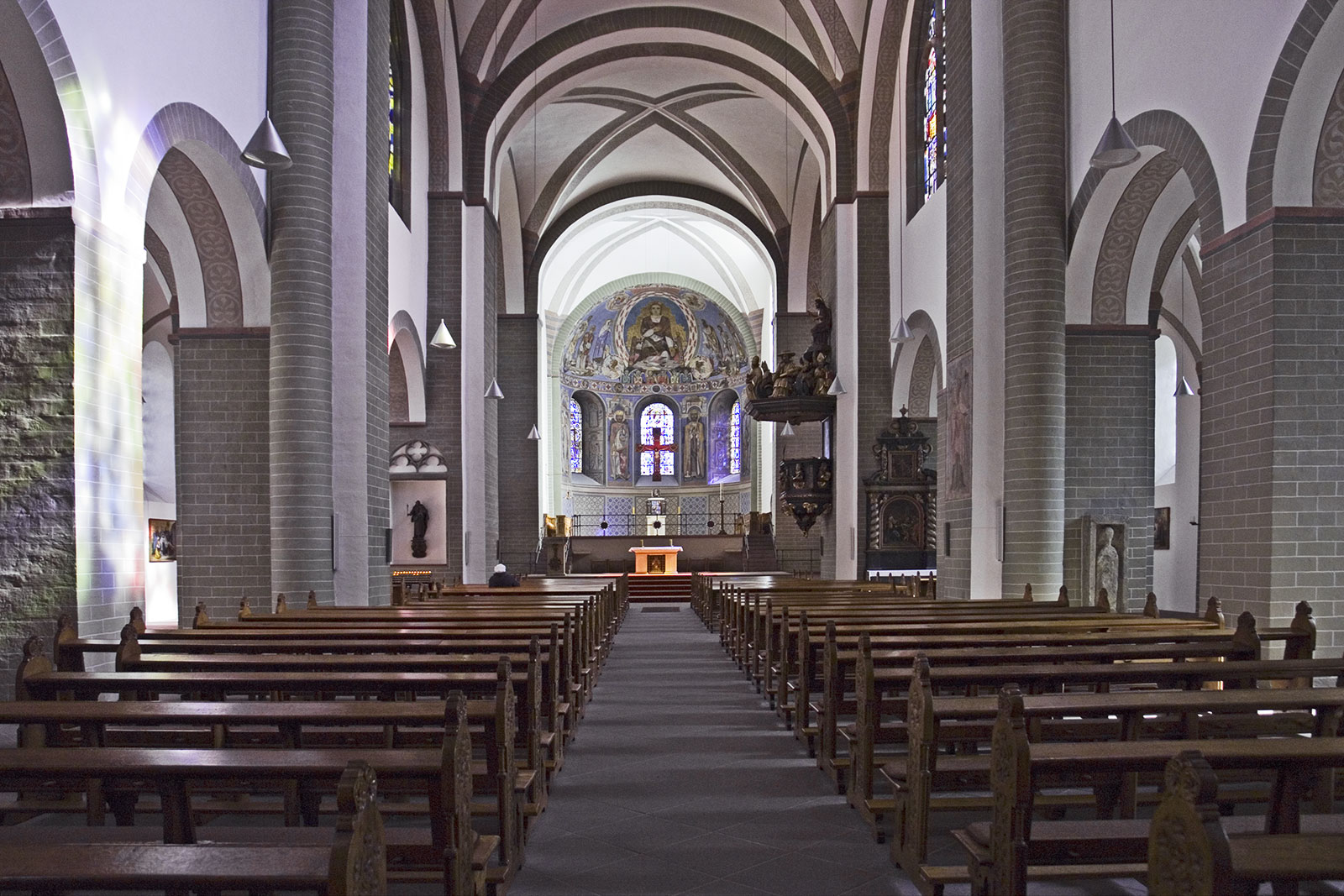
Mittelschiff

Der Bau I wurde vor 1000 mit dem dazugehörenden Westwerk vollendet. In der ersten Hälfte des 11. Jahrhunderts wurde das Westwerk nach einem Brand umgebaut; der Ritter Walther, Bruder des Erzbischofs Anno II. von Köln, wurde 1075 in der Krypta beigesetzt. Im Zuge einer weiteren Umbauphase (Bau III) errichtete man die gewölbten Seitenschiffe mit der Andreaskapelle am nördlichen Seitenschiff. Dabei wurden die Querhausarme aufgestockt, das Westwerk umgebaut sowie eine Nebenkrypta und eine Sakristei am südlichen Querhausarm angefügt. Am Südquerhaus entstand ein Kreuzgang. Die Altarweihe nahm am 11. Juli 1118 der Erzbischof Friedrich von Schwarzenburg vor. Die Weihe der Stephanuskapelle fand 1149 statt. In einem weiteren Bauabschnitt (Bau IV) erfolgten die Anlage einer großen Hallenkrypta, der Neubau des Apsis und eines gewölbten Chorjoches. Weiterhin wurden das Marienchörchen, das Paradies und der Ostkreuzgang gebaut. Das Mittelschiff und die Querhausarme erhielten Gewölbe und der gesamte Innenraum eine farbige Fassung. Dieser Bauabschnitt war mit der Einweihung durch Erzbischof Rainald von Dassel abgeschlossen. Die Westteile sind vom letzten Viertel des 12. Jahrhunderts bis in das 13. Jahrhundert hinein neu errichtet worden. Das alte Westwerk wurde durch die Entfernung der Zwischenstützen und der Trennwand sowie die Neueinwölbung der letzten eineinhalb Joche optisch ein Teil des Mittelschiffes. Meister Sigefrid von Soest fertigte von 1313 bis 1330 den silber-vergoldeten Patroklusschrein.

### Neuzeit
Die Krypta wurde 1817 gesprengt. Bei einem Luftangriff 1944 wurden die Nordwand des Westwerks und Gewölbe schwer beschädigt. Bei Luftangriffen 1945 wurden die Orgel vernichtet, die Apsis zerstört und Turmhelm und Gewölbe stark in Mitleidenschaft gezogen. Der Wiederaufbau begann mit der Grundsteinlegung 1949; bis 1954 wurde ein neuer Hochaltar errichtet, die Gewölbe und die Apsis wurden neu ausgemalt. Der südliche Kreuzgang und der östliche und südliche Flügel wurden renoviert. Der Soester Maler Hans Kaiser schuf Fenster für das Westwerk und die Nebenkrypta.

## Ausstattung

### Hochchor mit Hauptaltar

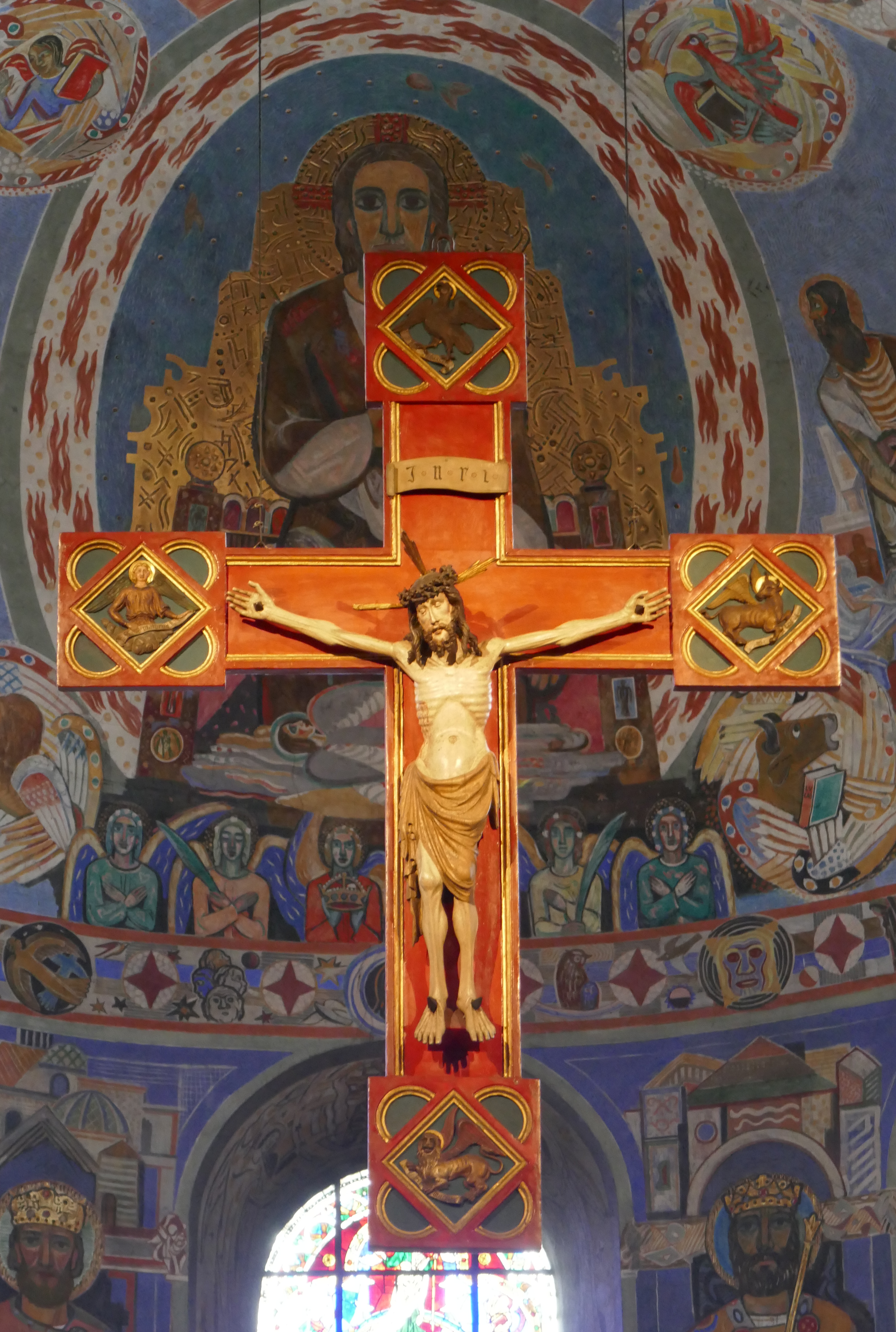
Altarkreuz

Der Hochchor ist mit farbenprächtigen Wand- und Deckenmalereien verziert. Er wird von einem sehr großen rot gefärbten Doppelkreuz dominiert. Der schlichte Hauptaltar wurde zwischen den Treppen zum Hochchor aufgestellt. Darunter steht der Patroklusschrein von 1871 mit den Gebeinen des Heiligen Patroklus.
Das Altarkreuz stammt aus der Zeit um das Jahr 1400. Das Kreuz ist 2,12 m hoch; es ist auf der Vorderseite geschnitzt und auf der Rückseite gemalt. Auf den quadratischen Enden der Kreuzbalken befinden sich vorne bildliche Darstellungen der Evangelisten. Das in rötlichen Farben gehaltene Gemälde des Malers Conrad von Soest auf der Rückseite zeigt den Gekreuzigten.

### Patroklus-Schrein

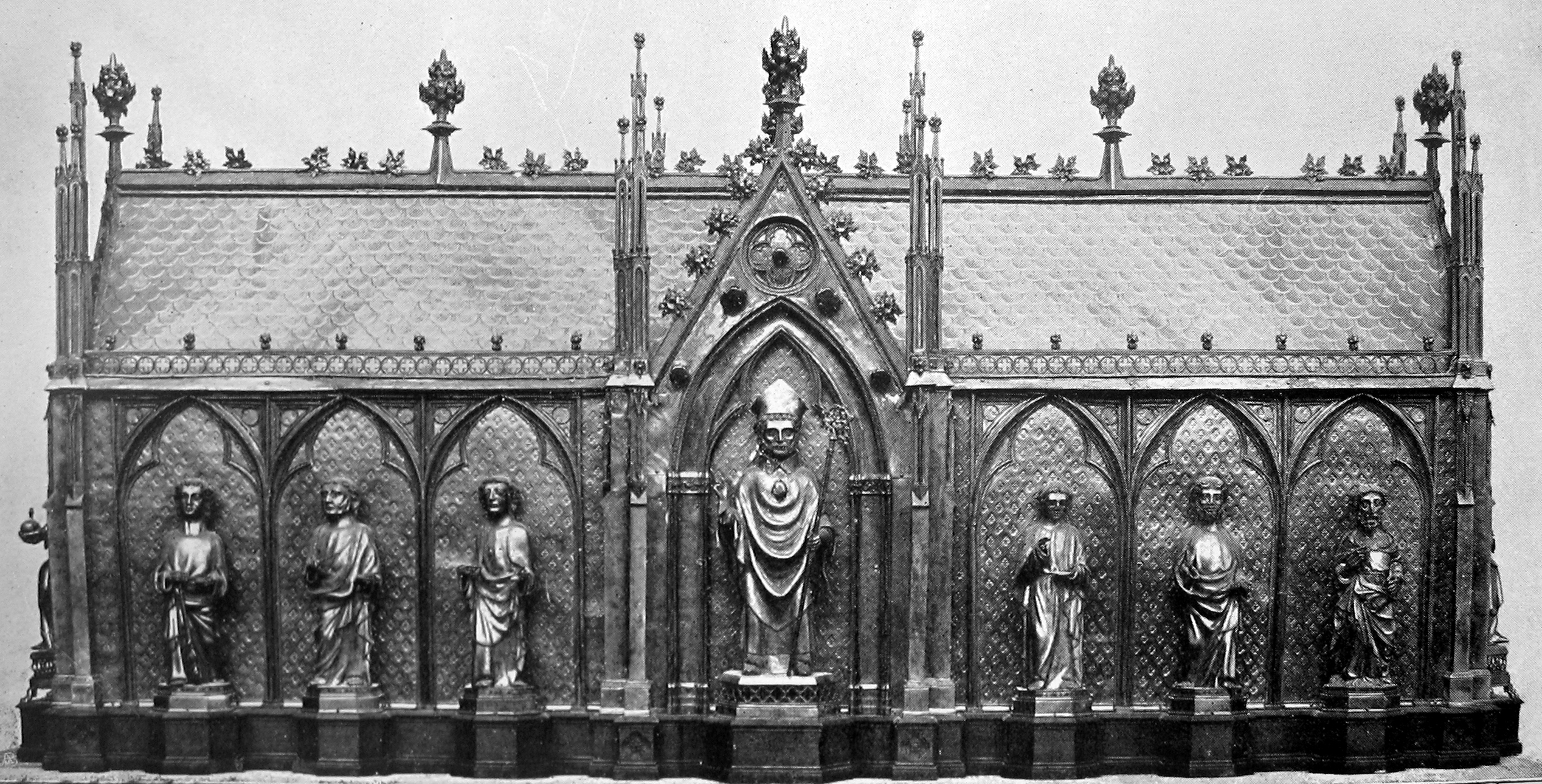
Sigefridus: Patroklus-Schrein, Soest, um 1311

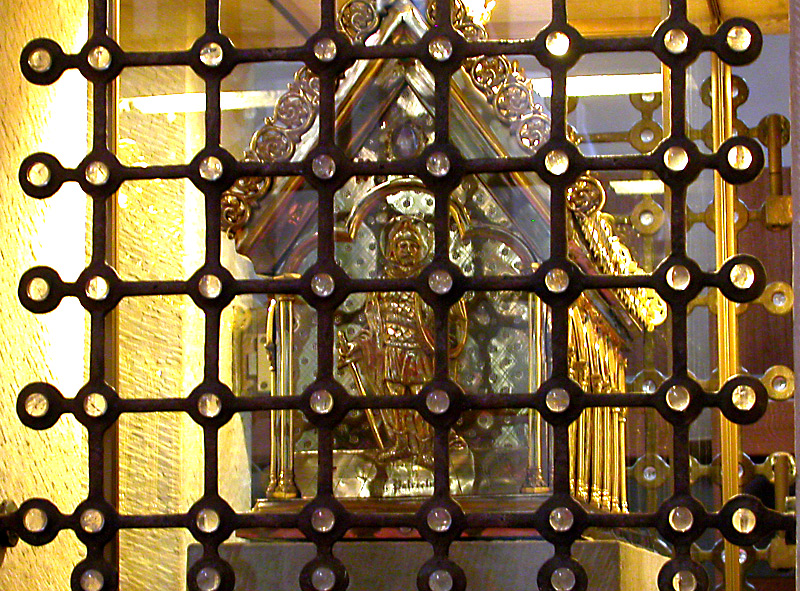
Patroklus-Schrein aus dem 19. Jahrhundert

Das Stift besaß einen Patroklus-Schrein, der zwischen 1311 und 1330 von dem Goldschmied Meister Sigefridus geschaffen worden war. Nach Auflösung des Kanonikerstifts im Zuge der Säkularisation zu Beginn des 19. Jahrhunderts wurden nach und nach nicht nur die Immobilien des Stifts, sondern auch wertvolles Inventar verkauft. Der Patroklus-Schrein aus dem 14. Jahrhundert wurde im Jahr 1841 für 3012 Taler an die Preußische Münze verkauft, um in Soest dringend notwendige Reparaturarbeiten ausführen zu lassen. In Berlin wurde der Schrein in der Preußischen Skulpturensammlung aufbewahrt. 1945 ging er beim Brand des Berliner Bunkers Friedrichshain verloren. Von den 16 silbernen Figuren, die den Schrein schmückten, gelten mindestens acht als endgültig verschollen.
Nach Verkauf des kostbaren Schreins ruhten die Gebeine des heiligen Patroklus im Hochaltar in einem einfachen Holzkasten. 1871 stifteten Soester Familien den heute vorhandenen, kleineren, teils vergoldeten Messingschrein, in dem sich neben den Gebeinen auch die Holzkiste befindet. Der Schrein wurde von dem Goldschmied Johann Leggen (Paderborn) gefertigt und 1991 restauriert. Er befindet sich unter dem Hauptaltar und wird jährlich am Sonntag nach dem Patronatsfest (21. Januar) in einer feierlichen Prozession durch den Dom getragen.

### Rex in Gloria
Rex in Gloria war ein um 1200 entstandenes Gemälde. Das Bildnis war beherrschender Blickpunkt in der Kirche, es war 5,30 Meter hoch und 3,90 Meter breit. Auf einem goldenen Thron sitzt Christus. Die rechte Hand segnet, die linke hält ein Buch. Darauf ist in romanischen Majuskeln zu lesen: SI DILIGITIS ME MANDATA MEA SERVATE (Wenn ihr mich liebt, haltet meine Gebote). Das kunsthistorisch bedeutende Werk wurde bei einem Luftangriff am 7. März 1945 zerstört.

### Statue des Patroklus

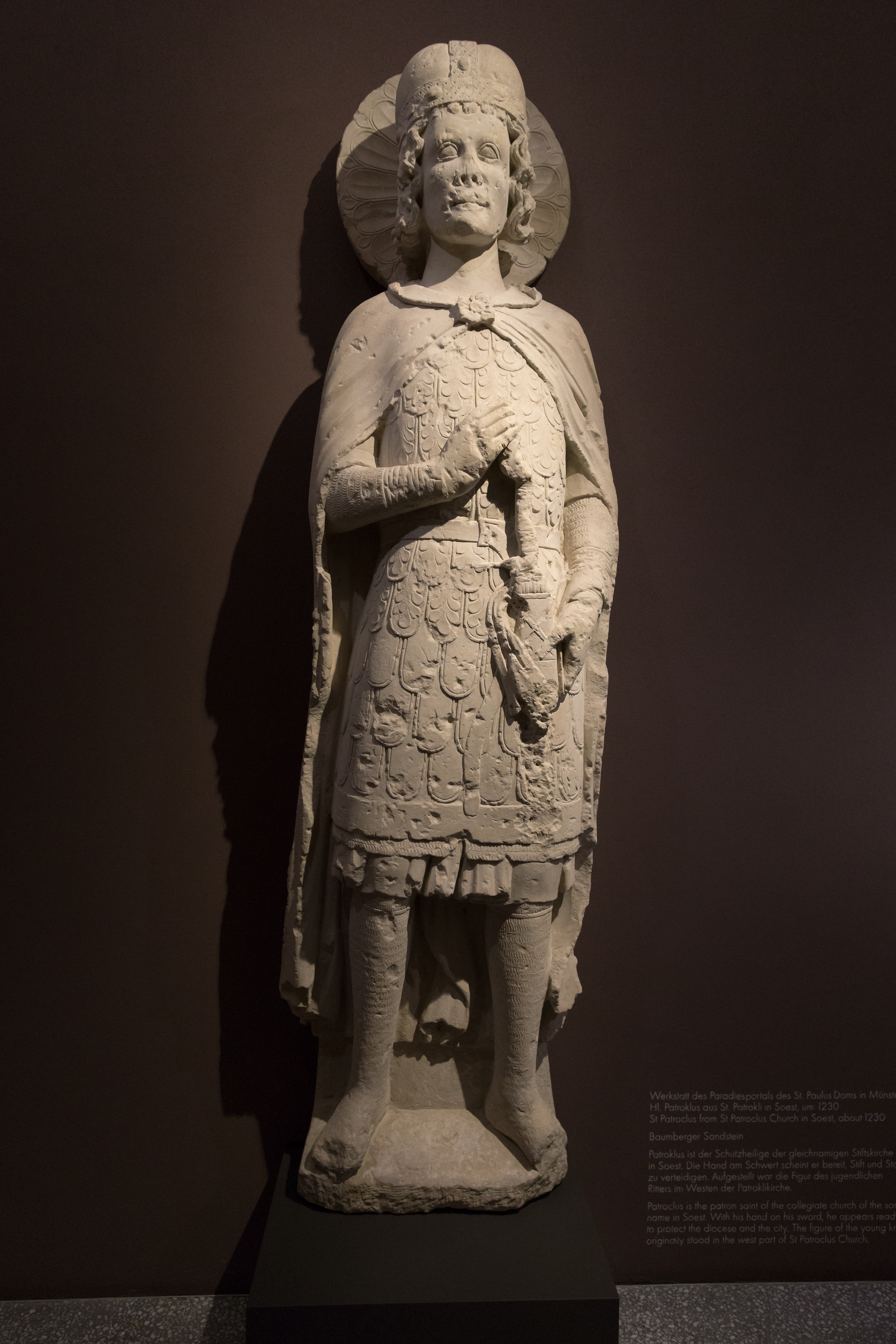
Original der Patroklusstatue, heute im LWL-Museum für Kunst und Kultur, Münster

Auf einer Säule zwischen den Rundbogen der Orgelempore an der Westseite ist eine Statue des Patroklus aufgestellt. Er posiert mit Ritterrüstung, Adlerschild des Reiches und gezogenem Schwert als Beschützer des Stiftes und der Stadt. Patroklus von Troyes wurde unter Kaiser Valerian 275 enthauptet, weil er sich weigerte, den römischen Göttern zu opfern. In der katholischen Kirche wird er als Märtyrer verehrt.

### Marienchor
Im Marienchor sind romanische Wandmalereien aus der zweiten Hälfte des 12. Jahrhunderts zu sehen. Sie wurden wohl zur Weihe durch Rainald von Dassel angebracht. In der Halbkuppel ist die thronende Gottesmutter mit dem Jesuskind dargestellt, seitlich davon die Heiligen drei Könige und die Großeltern Jesu, Anna und Joachim, dargestellt, außerdem der Erzengel Gabriel. Im Hauptfenster war ursprünglich das Wurzel-Jesse-Fenster angebracht.
Im 16. Jahrhundert wurden die Wandmalereien mit einer Kalkschlämme übertüncht. Mitte des 19. Jahrhunderts wurden die Kalkschlämme entfernt, der Putz ergänzt und die Originalgemälde im Stil des 19. Jahrhunderts übermalt. Im Jahr 1935 wurden diese Übermalungen weitgehend entfernt und die wieder sichtbar werdenden Malereien retuschiert und farblich ergänzt. Ab 1953 wurden kriegsbedingte Schäden beseitigt; im Jahr 2005 wurden die Malereien letztmals restauriert.
Drei der Fenster stammen aus dem Jahre 2005. Sie wurden von Hubert Spierling gestaltet.

### Ansichten

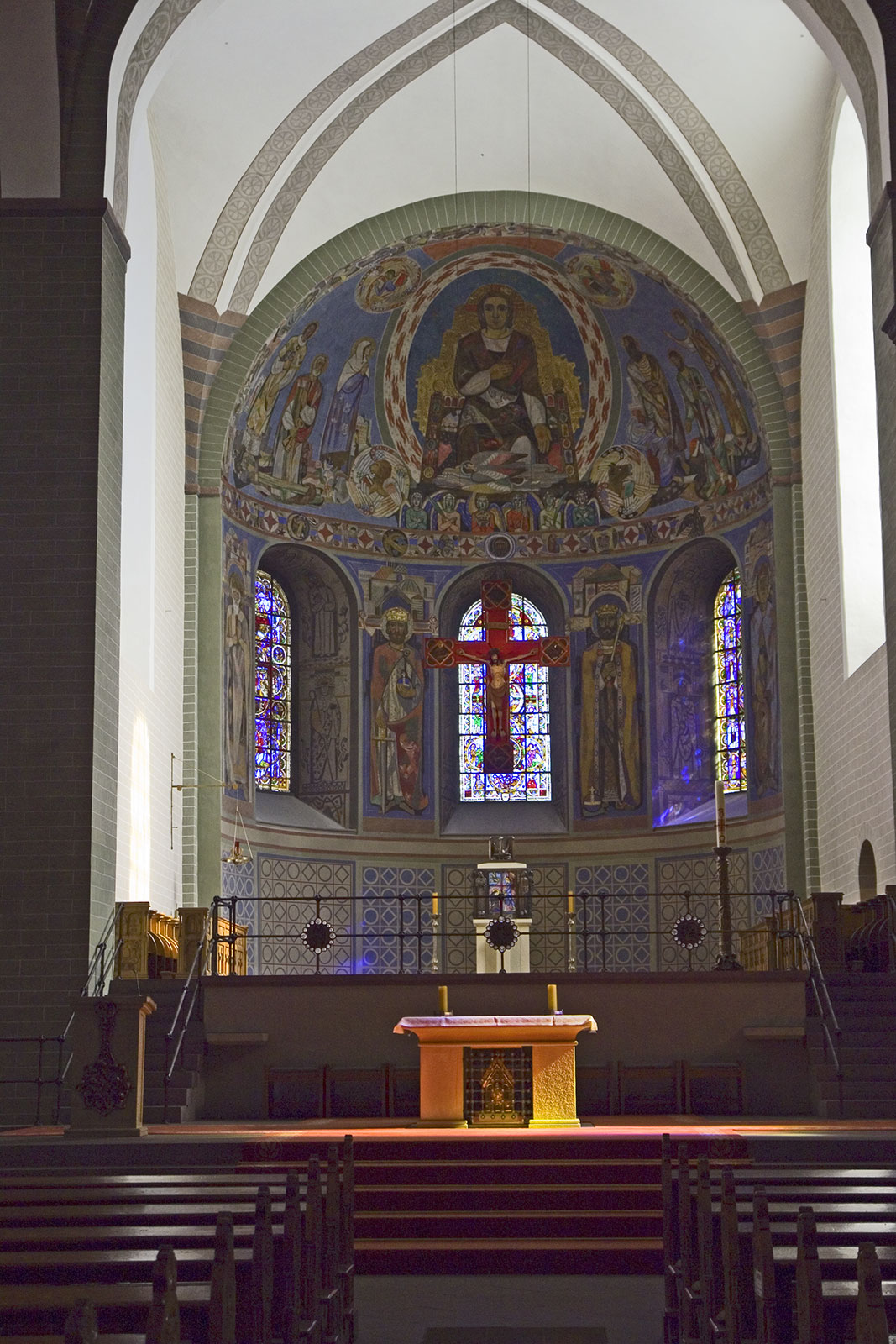
Altarraum (Apsis)
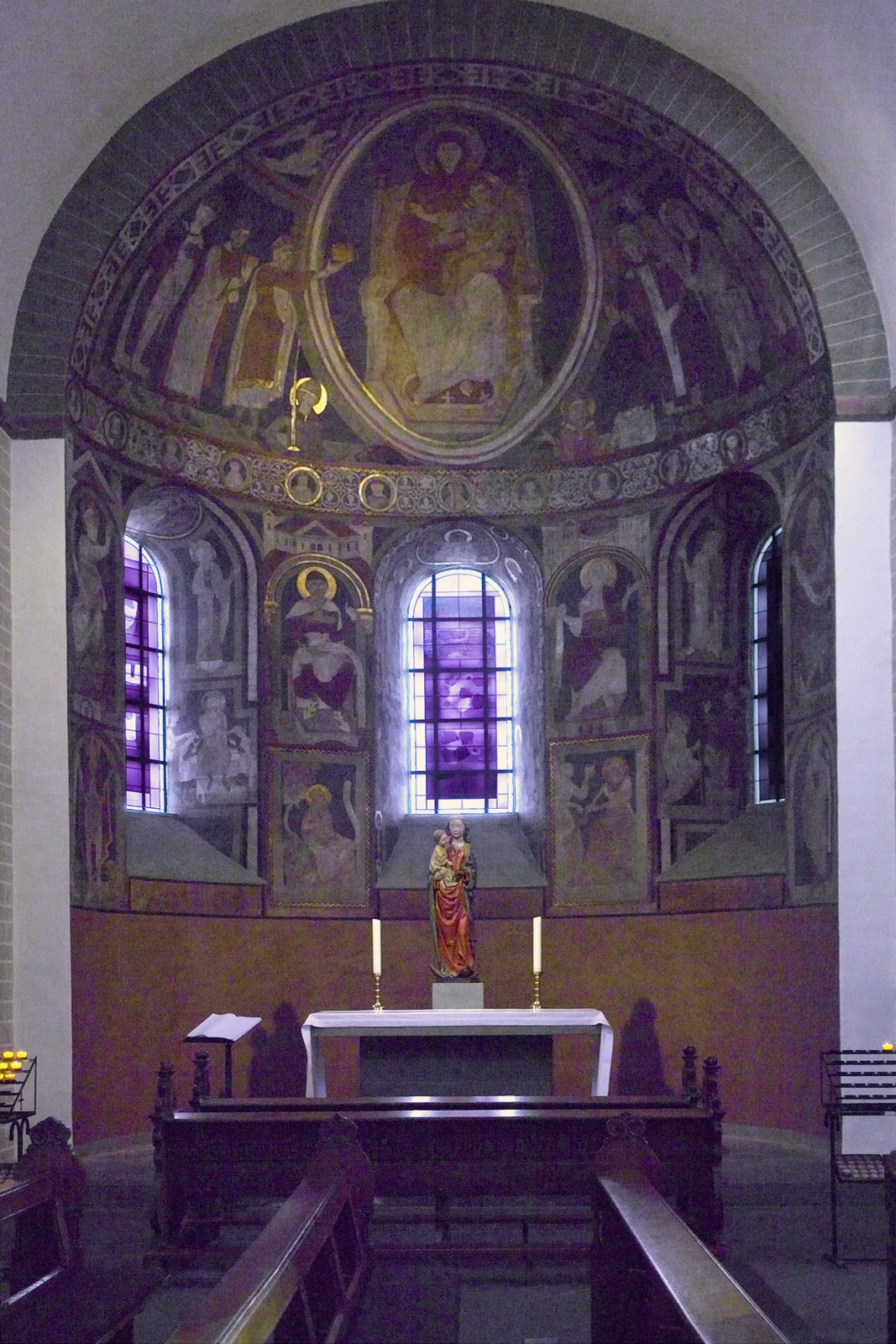
Seitenkapelle
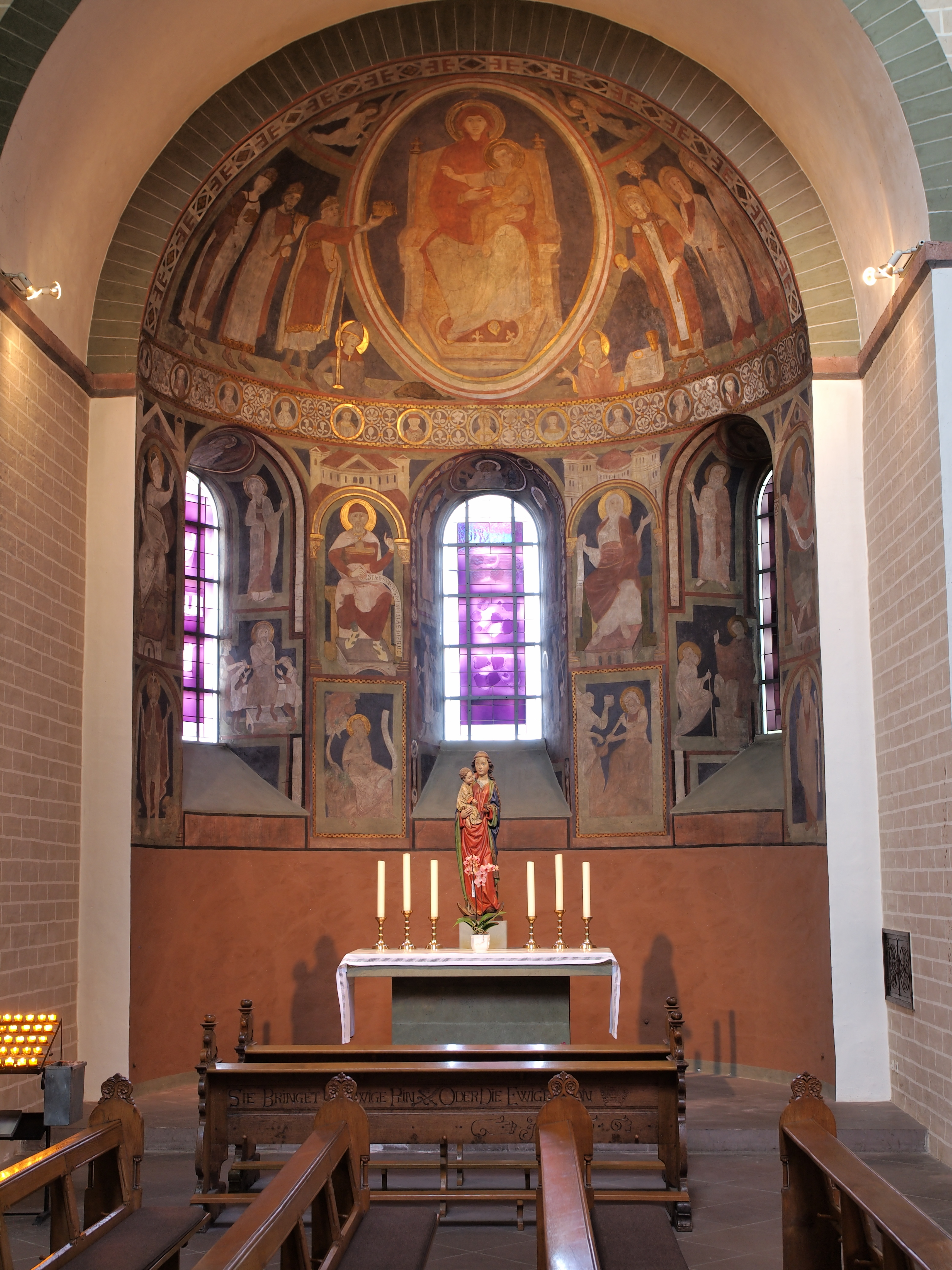
Marienaltar

### Westfälische Krippe

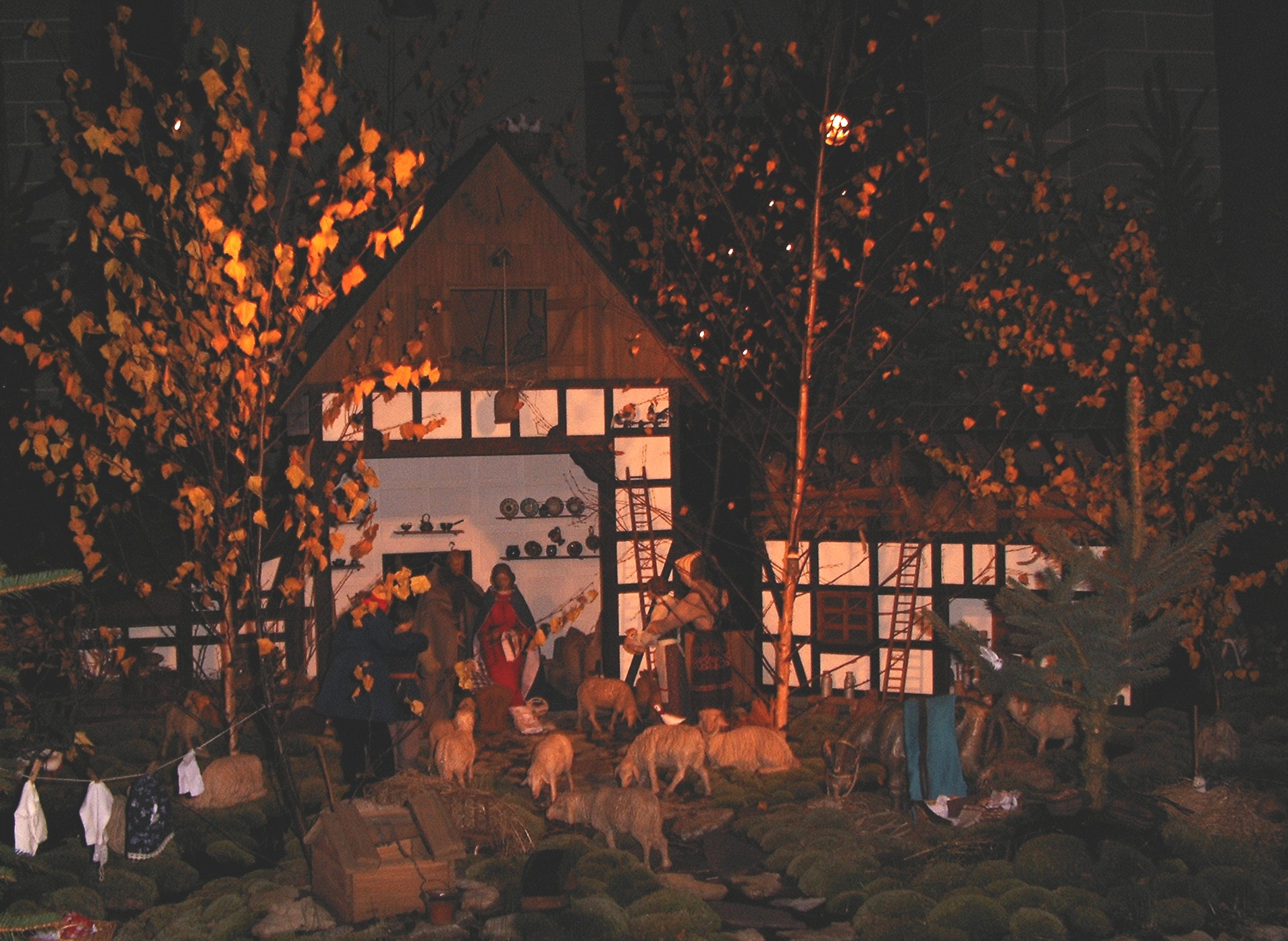
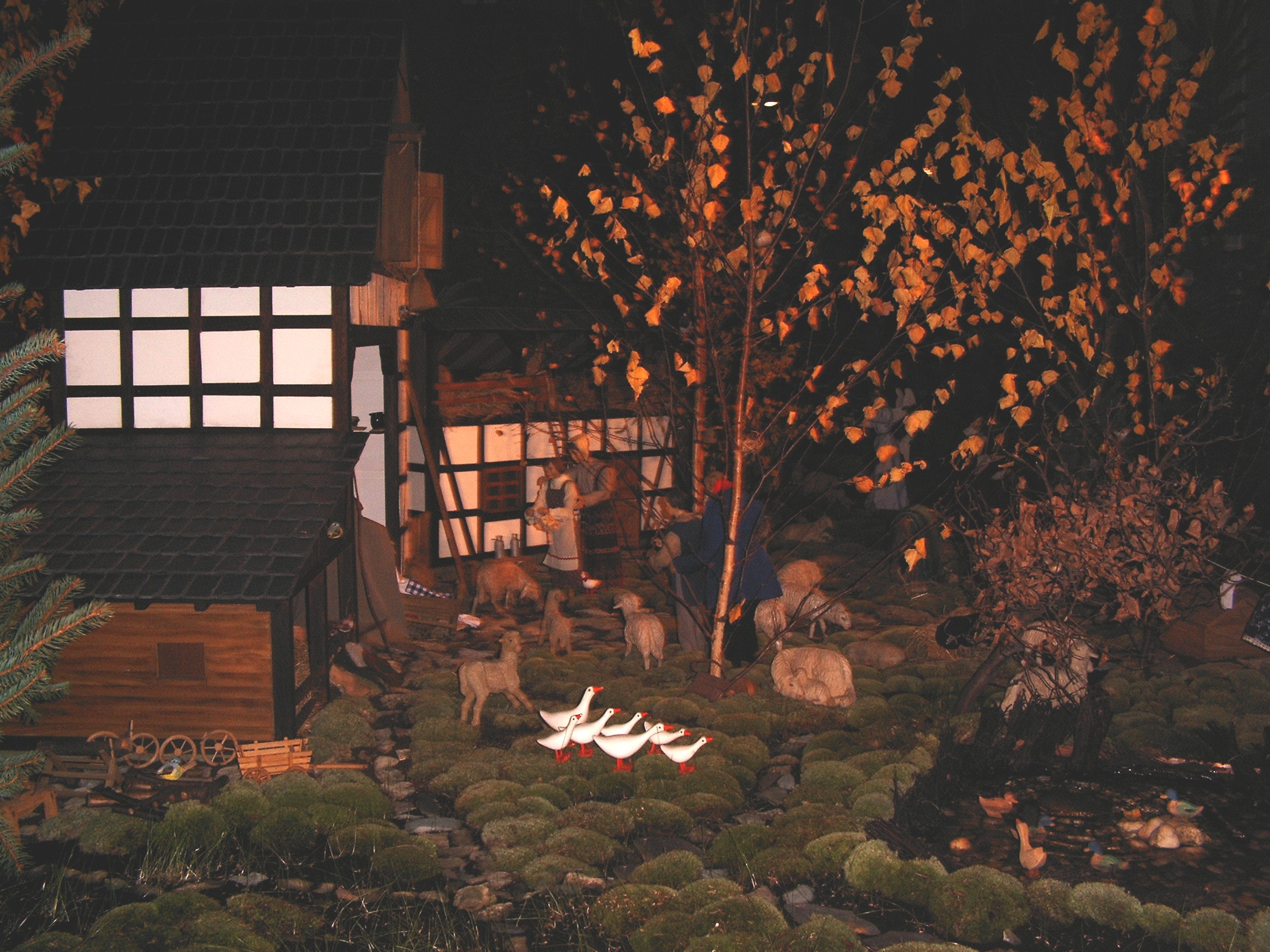
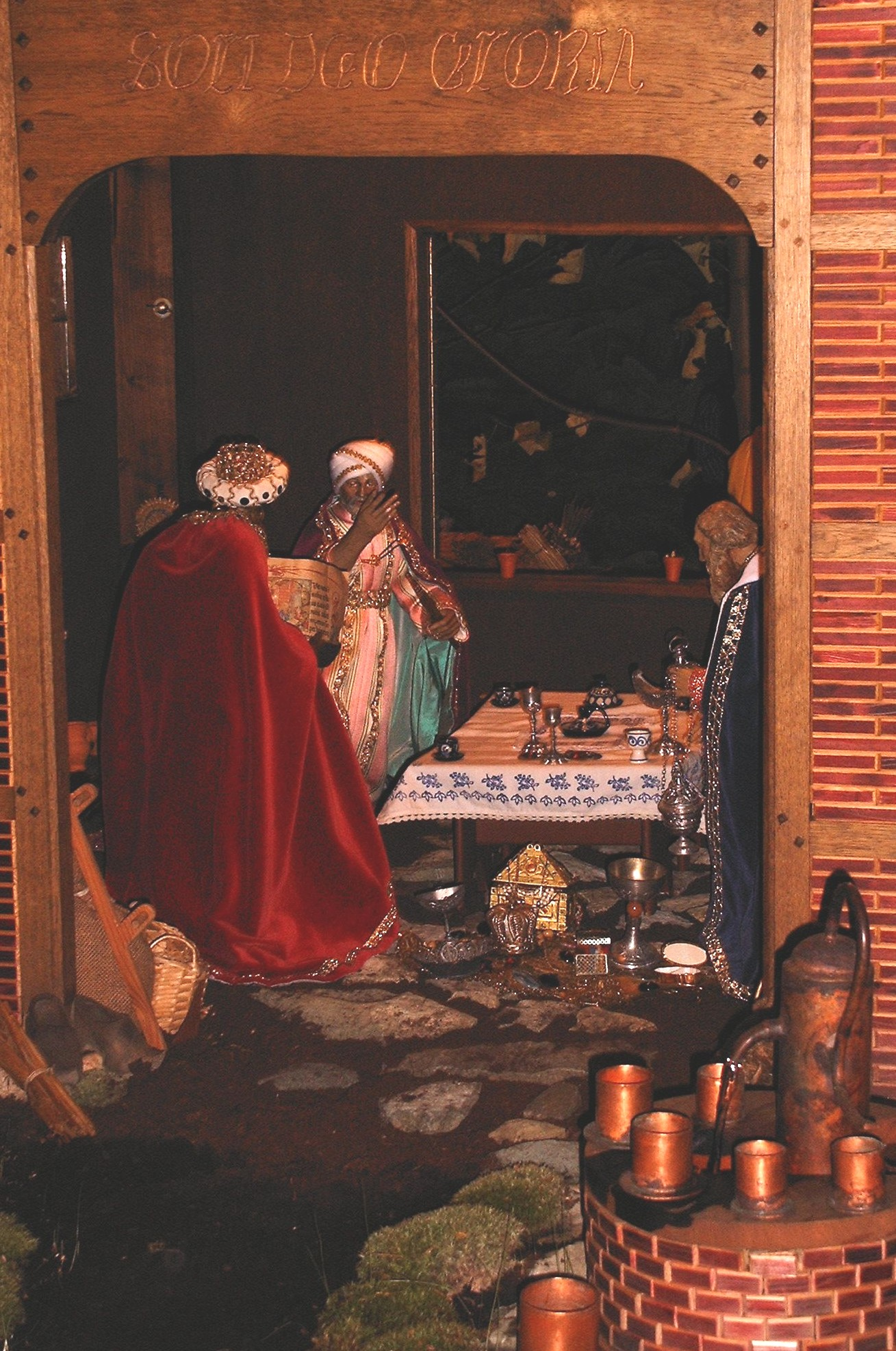
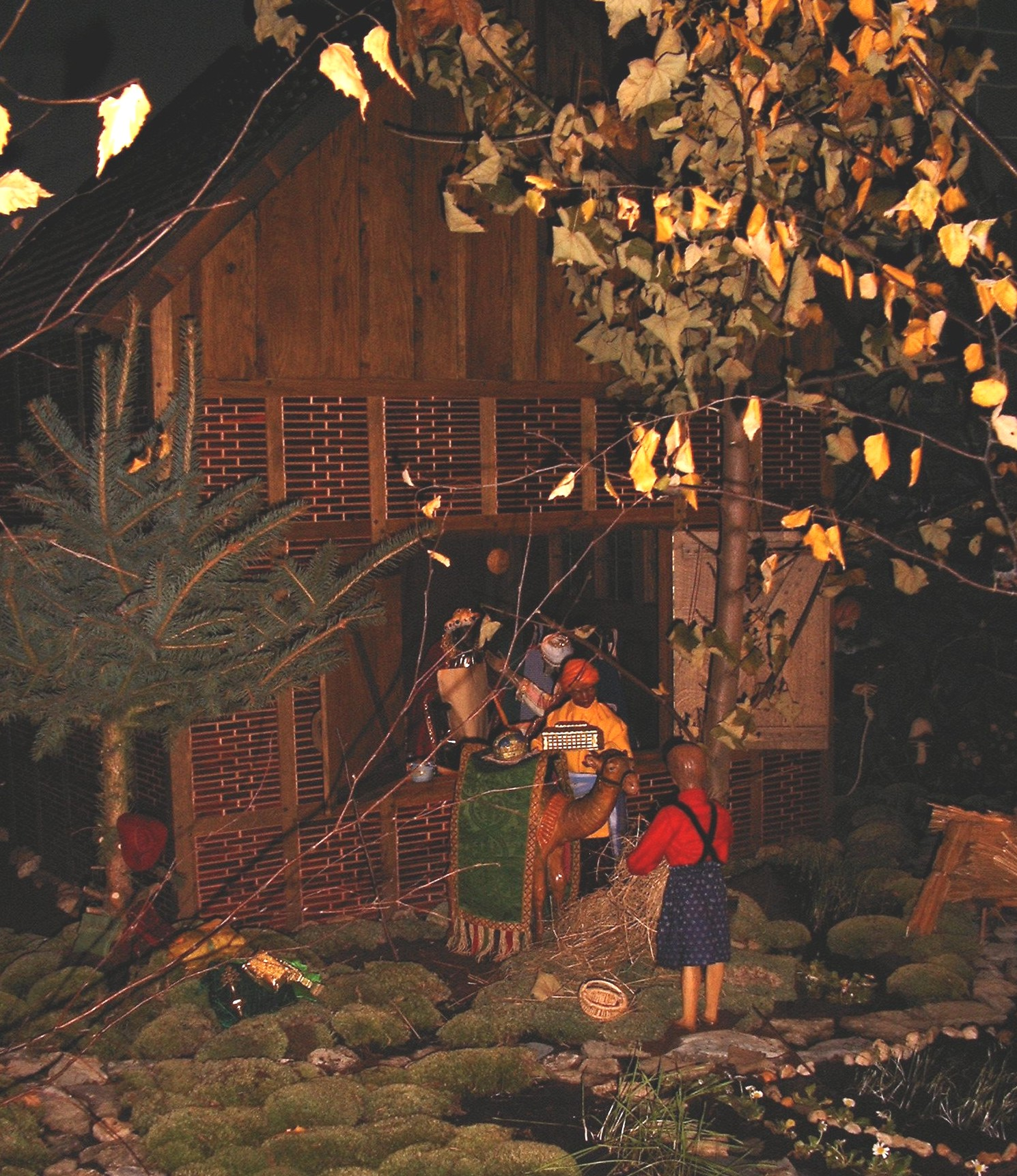

Die Westfälische Krippe wird jedes Jahr zur Weihnachtszeit zwischen den Säulen des Westwerkes aufgebaut. Sie nimmt eine Fläche von etwa 60 m² ein und zeigt Häuser aus Fachwerk, Brunnen, einen Bachlauf sowie eine gestaltete Landschaft.

## Orgel

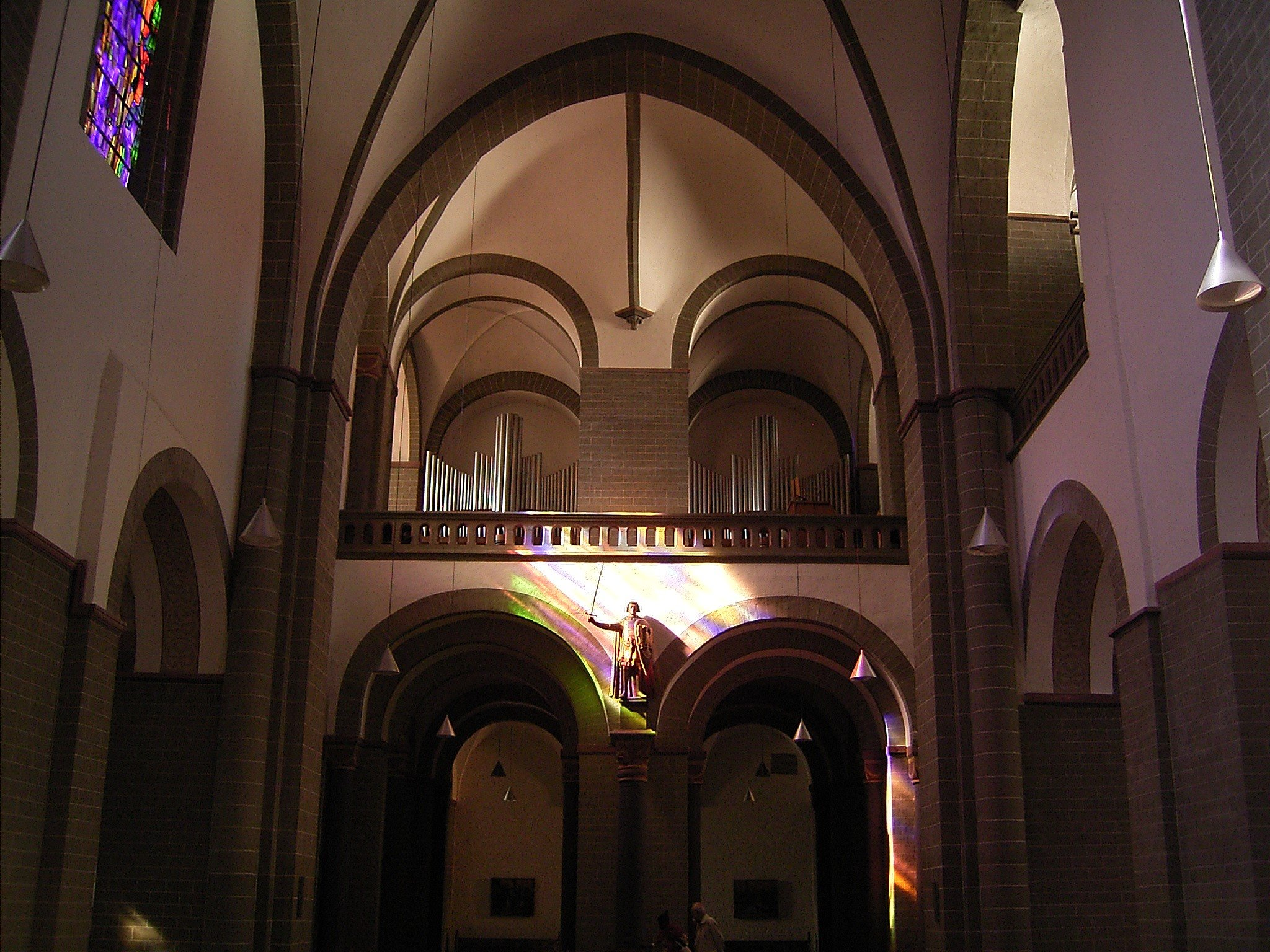
Blick auf die Orgel (Chorwerke)

Bereits 1660 gab es im Dom eine Orgel. Es handelte sich dabei um eine zweimanualige Springladen-Orgel, die von dem Orgelbauer Hans Henrich Bader erbaut worden war. Dieses Instrument wurde 1815 nach Hamm verschenkt; im Dom wurde eine Orgel aus dem Minoritenkloster aufgestellt. 1880 baute der Orgelbauer Rudolph Randebrock (Recklinghausen) eine neue Orgel mit 37 Registern auf drei Manualen und Pedal. 1933 erbaute der Orgelbauer Johannes Klais ein neues Instrument, welches 70 Register auf vier Manualwerken und Pedal hatte. Es wurde im Zweiten Weltkrieg zerstört.
Die heutige Orgel im Westwerk des Patrokli-Doms wurde 1967 von der Orgelbaufirma Anton Feith (Paderborn) hinter einem Freipfeifenprospekt erbaut und im Zuge der Domsanierung in den Jahren 1976–1977 um ein Bombarde-Werk und einen Untersatz 32′ erweitert. Im Jahr 2005 wurde das Instrument umfassend gereinigt. Die Orgel hat 68 Register auf fünf Manualwerken und Pedal, die sich von einem viermanualigen Spieltisch aus anspielen lassen. Die Pfeifen der Chorwerke und des Pedals stehen auf Kegelladen, die Pfeifen von Hauptwerk, Schwellwerk und Trompeteria auf Schleifladen. Die Trakturen sind elektrisch. Die beiden Chorwerke befinden sich links und rechts oberhalb der Arkaden des Westeinganges, mit Blick zum Altar; die übrigen Werke befinden sich auf der nördlichen Seitenempore im Westwerk.
Im zweiten Halbjahr 2023 wurde die Orgel von Orgelbau Mühleisen (Leonberg) saniert, technisch erneuert und geringfügig umdisponiert. In weiteren Bauabschnitten soll im Bereich des südlichen Querschiffs eine Chororgel aufgestellt werden, um den vorderen Kirchenbereich (besser) zu beschallen; die Chororgel soll zusammen mit der Hauptorgel von einem neuen Zentralspieltisch anspielbar sein, der an diversen Stellen im Dom aufgestellt werden kann. Schließlich soll auf dem Boden des Hochchors ein Fanfaren-Register untergebracht werden. Die Disposition lautet seit Ende 2023:
| I Hauptwerk C–g3 |             |         |
| 01.              | Prinzipal   | 16′     |
| 02.              | Prinzipal   | 08′     |
| 03.              | Metallflöte | 08′     |
| 04.              | Gemshorn    | 08′     |
| 05.              | Weitoktave  | 04′     |
| 06.              | Blockflöte  | 04′     |
| 07.              | Pr. Quinte  | 02 ⁄3′  |
| 08.              | Schwiegel   | 02′     |
| 09.              | Flachflöte  | 02′     |
| 10.              | Mixtur V-VI | 01 ⁄3′  |
| 11.              | Pr. Terz    | 01 3⁄5′ |
| 12.              | Bombarde    | 16′     |
| 13.              | Trompete    | 08′     |
| 14.              | Clairon     | 04′     |

| II Chorwerk A C–g3 |                   |        |
| 15.                | Bordun            | 16′    |
| 16.                | Prinzipal         | 08′    |
| 17.                | Holzflöte         | 08′    |
| 18.                | Oktave            | 04′    |
| 19.                | Querflöte         | 04′    |
| 20.                | Nasat             | 02 ⁄3′ |
| 21.                | Geigenprinzipal 0 | 02′    |
| 22.                | Mixtur III-V      | 01 ⁄3′ |
| 23.                | Rauschpfeife III  | 02′    |
| 24.                | Dulcian           | 16′    |
| 25.                | Helle Trompete    | 08′    |

| III Schwellwerk C–g3 |                                |         |
| 26.                  | Liebl. Gedackt                 | 16′     |
| 27.                  | Praestant                      | 08′     |
| 28.                  | Weidenpfeife                   | 08′     |
|                      | Liebl. Gedackt (Ext. Nr. 26) 0 | 08′     |
| 29.                  | Vox coelestis                  | 08′     |
| 30.                  | Prinzipal                      | 04′     |
| 31.                  | Koppelflöte                    | 04′     |
| 32.                  | Gemsquinte                     | 02 ⁄3′  |
| 33.                  | Oktävlein                      | 02′     |
| 34.                  | Blockflöte                     | 02′     |
| 35.                  | Terzflöte                      | 01 3⁄5′ |
| 36.                  | Sifflöte                       | 01′     |
| 37.                  | Mixtur IV                      | 02⁄3′   |
| 38.                  | Fagott                         | 016′    |
| 39.                  | Schalmey                       | 08′     |
| 40.                  | Englisch Horn                  | 08′     |
| 41.                  | Vox humana                     | 08′     |
| 42.                  | Zink                           | 04′     |
|                      | Tremulant                      |         |

| IV Chorwerk B C–g3 |                         |        |
| 43.                | Italienisch Prinzipal 0 | 08′    |
| 44.                | Salicional              | 08′    |
| 45.                | Schwebung               | 08′    |
| 46.                | Praestant               | 04′    |
| 47.                | Rohrflöte               | 04′    |
| 48.                | Oktave                  | 02′    |
| 49.                | Nachthorn               | 02′    |
| 50.                | Superquinte             | 01 ⁄3′ |
| 51.                | Scharff IV              | 01′    |
| 52.                | Rankett                 | 16′    |
| 53.                | Krummhorn               | 08′    |
|                    | Tremulant               |        |

| IV Trompeteria C–g3 |                    |      |
| 54.                 | Trompeta magna 000 | 16′0 |
| 55.                 | Trompeta real      | 08′  |
| 56.                 | Clairon brillante  | 04′  |

| Pedalwerk C–f1 |                    |         |
| 57.            | Untersatz          | 32′     |
| 58.            | Prinzipal          | 16′     |
| 59.            | Subbaß             | 16′     |
|                | Zartbaß (=Nr. 26)  | 16′     |
|                | Quintbaß (=Nr. 26) | 10 2⁄3′ |
| 60.            | Oktave             | 08′     |
| 61.            | Gedacktflöte       | 08′     |
| 62.            | Choralbaß          | 04′     |
| 63.            | Waldflöte          | 02′     |
| 64.            | Hintersatz IV      | 02 ⁄3′  |
| 65.            | Kontrafagott       | 32′     |
| 66.            | Posaune            | 16′     |
| 67.            | Trompete           | 08′     |
| 68.            | Geigend Regal 0    | 04′     |

- Koppeln:
  - Normalkoppeln: II/I, III/I, IV/I, III/II, IV/II, IV/III, I/P, II/P, III/P, IV/P
  - Superoktavkoppeln: II/P, IV/P
- Anmerkungen:

1. 1 2  Steht auf einer separaten 16′-Lade (Kegellade).

Die Nummerierung entspricht nicht der Anordnung am Spieltisch.

## Glocken

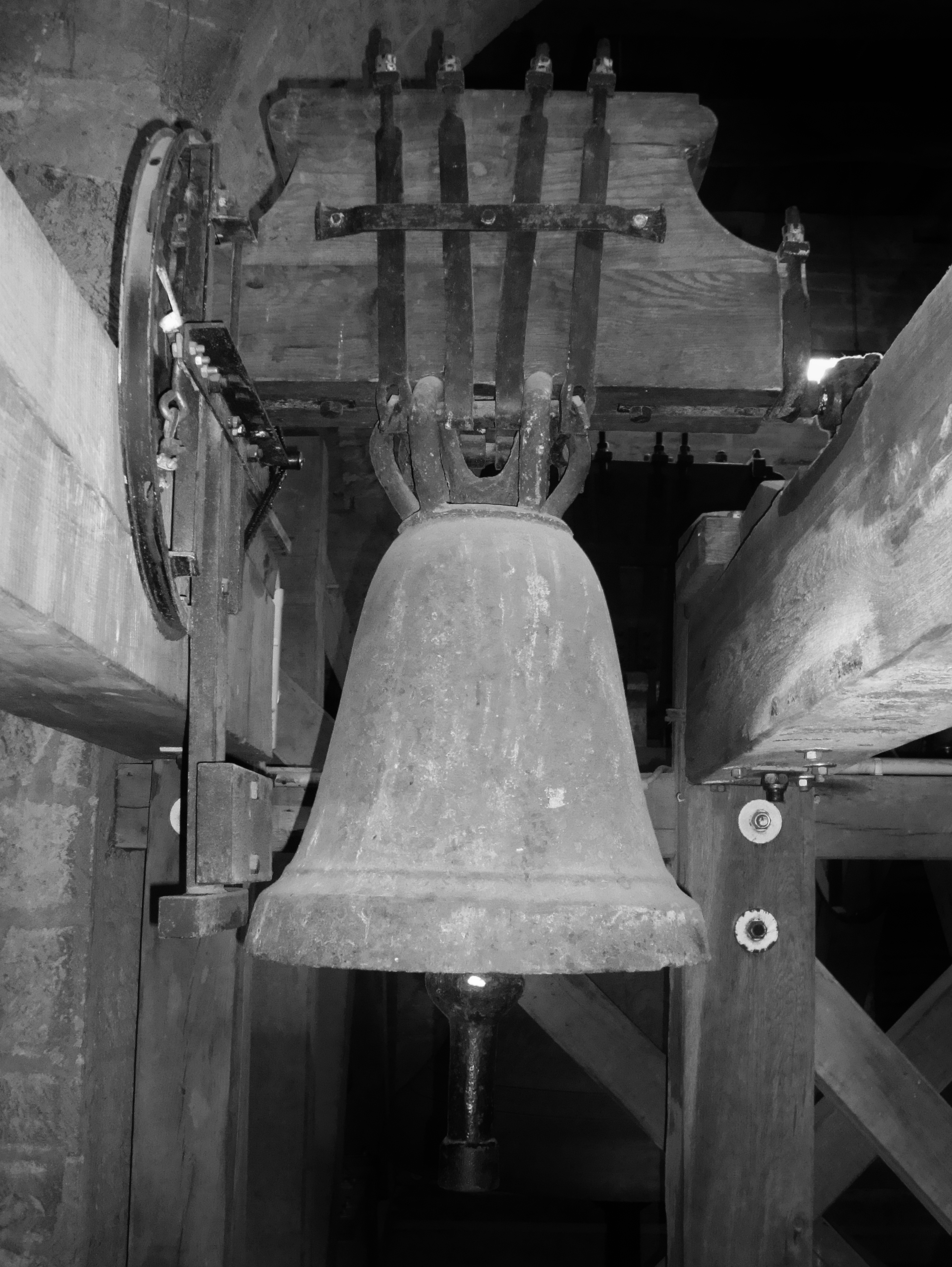
Kleine Englische Glocke, Ende 12. Jh.

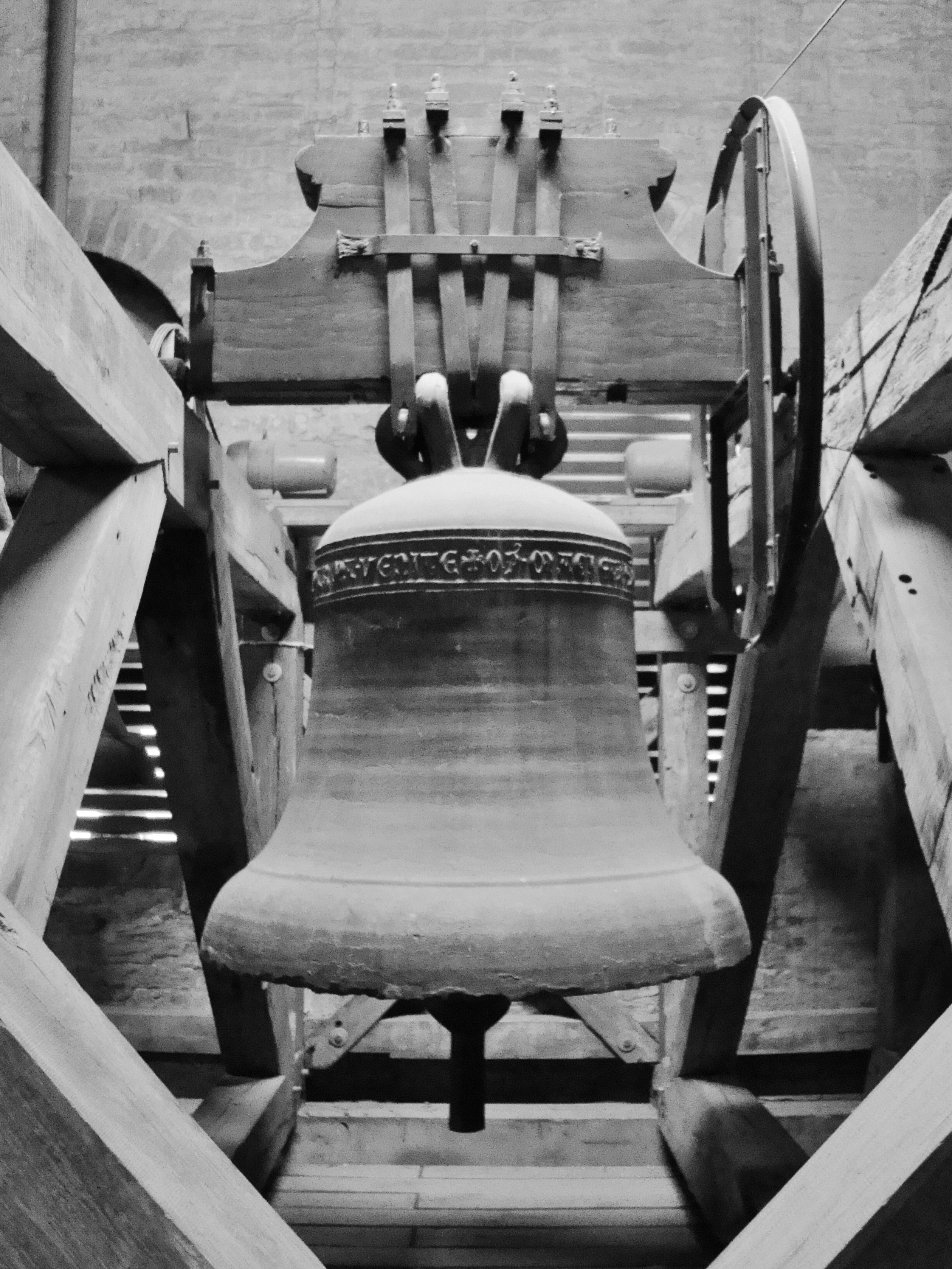
Sturmglocke, 13. Jh.

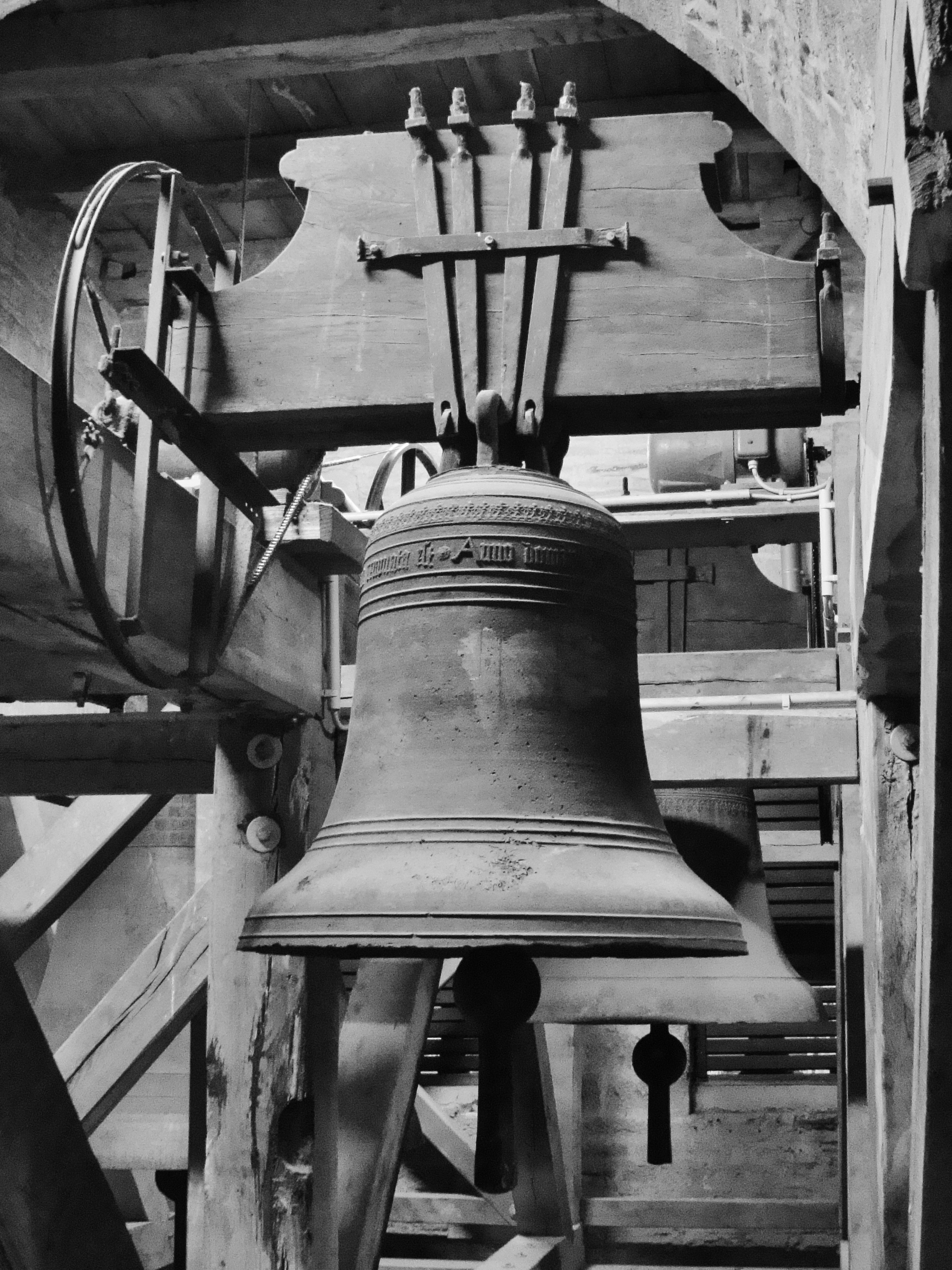
Die Glocke von 1577 präsentiert sich in der schlanken Form ihrer Vorgängerin.

Das Geläut des Soester St.-Patrokli-Domes besteht aus elf Glocken, die alle bis auf die kleinste Glocke im rund 80 Meter hohen Westturm hängen. Das Geläut verfügt über einen der größten historischen Glockenbestände des Landes. Die ältesten Glocken sind die beiden Englischen Glocken aus dem 12. und 13. Jahrhundert; sie bilden seit Jahrhunderten das Huldigungsgeläute der Stadt. Zwei weitere Glocken des 13. Jahrhunderts, die Sturmglocke und die (erst seit 1991 so genannte) Stephanusglocke, sind aus der Hand des Meisters Hermann von Lemgo. 1469 schuf Johannes von Dortmund die klangvolle Marienglocke, die jahrhundertelang die tiefste Stimme im Geläut war. Im Jahre 1577 folgte noch eine kleinere Glocke des Gießers Rochus Nelman. Ihre für die Gusszeit ungewöhnlich hohe und schlanke Form deutet auf eine Vorgängerglocke des 12. oder 13. Jahrhunderts hin. Bemerkenswert ist die sehr genaue Abstimmung der historischen Glocken untereinander, was als Zufall zu werten ist, da die Gießer zu dieser Zeit keine besondere Rücksicht auf eventuell auftretende Dissonanzen mit anderen Glocken nahmen; mittelalterliche Läuteordnungen sahen hauptsächlich den solistischen Gebrauch jeder einzelnen Glocke vor. Ihre festgelegten Läutefunktionen erhielten die Glocken wegen ihres charakteristischen Klanges oder wegen ihrer besonderen Inschrift, die sie für das Läuten zu den jeweils genannten Anlässen vorsah. Nach der überlieferten Läuteordnung des 15. Jahrhunderts erklang das Vollgeläut aller damals vorhandenen Glocken nur zu ganz seltenen Anlässen. Zwei weitere Glocken aus den Jahren 1633 (Patrokliglocke) und 1720 (Bürger-Schuster-Glocke) sowie eine kleine Glocke aus dem Mittelalter wurden im Ersten Weltkrieg zerstört.
Nach dem Zweiten Weltkrieg wurde das Ensemble getrennt und auf die Türme verschiedener Kirchen verteilt: die Nelman-Glocke kam in die Heilig-Kreuz-Kirche und die Stephanusglocke nach St. Albertus Magnus. Die im Dom verbliebenen Glocken wurden durch drei große in Oktavrippe V7 gegossenen Gussstahlglocken des Bochumer Vereins in den Schlagtönen g0, b0 und c1 ergänzt. Sie sollten das Geläut erstmals in seiner wechselvollen Geschichte in die Tontiefe fortsetzen.
Später kam der Wunsch auf, die verkauften alten Glocken zurückzugewinnen und sie durch zeitgemäße und würdigere Glocken aus Bronze zu ergänzen; dies geschah zum einen im Hinblick auf moderne musikalische Vorstellungen sowie aus denkmalpflegerischer Sicht; dabei übernahmen die Patrokliglocke und Bürger-Schuster-Glocke den Namen ihrer jeweiligen Vorgängerin von 1633 beziehungsweise von 1720. Die Patrokliglocke gilt als eine der gelungensten modernen Glocken in Westfalen und darüber hinaus. Die saubere Abstimmung der vorhandenen historischen Glocken untereinander erleichterte die Auswahl der tonlichen Ergänzung durch die neuen Glocken. Die Carl-Borromaeus-Glocke wurde als einzige Gussstahlglocke behalten und in das Geläut integriert, da sie trotz ihrer Legierung ein musikalisch ansprechendes Instrument ist. Im Zuge der Sanierung erhielten alle Glocken neue Klöppel und überschwere Holzjoche. Schließlich läutet seit wenigen Jahren im Dachreiter über der Vierung die kleinste Glocke als Wandlungsglocke, die den Platz der 1918 zerstörten Chorglocke des 13./14. Jahrhunderts einnimmt. Die im Jahr 1993 gegossene Allerheiligenglocke ist 2015 gesprungen. Sie wurde am 17. September 2015 durch eine neue Glocke ersetzt.
Das Soester Domgeläut zählt zu den historisch und klanglich herausragenden Glockenensembles in Deutschland und darüber hinaus.
| Nr. | Name                                   | Gussjahr | Gießer                                   | Durchmesser (mm) | Masse (kg) | Schlagton (HT−1/16) | Material  |
| --- | -------------------------------------- | -------- | ---------------------------------------- | ---------------- | ---------- | ------------------- | --------- |
| 01  | Patrokliglocke                         | 1991     | Eifeler Glockengießerei Hans August Mark | 2.050            | 5.840      | as0 −6              | Bronze    |
| 02  | Carl-Borromaeus-Glocke (Totenglocke)   | 1953     | Bochumer Verein                          | 1.901            | 2.442      | b0 −7               | Gussstahl |
| 03  | Allerheiligenglocke                    | 2015     | Royal Eijsbouts (Asten/NL)               | 1.550            | 2.460      | des1 −4             | Bronze    |
| 04  | Marienglocke                           | 1469     | Johannes von Dortmund                    | 1.398            | 1.820      | es1 −6              | Bronze    |
| 05  | Sturmglocke                            | 13. Jh.  | Hermann von Lemgo                        | 1.385            | 2.100      | f1 −4               | Bronze    |
| 06  | Bürger-Schuster-Glocke (Angelusglocke) | 1991     | Hans August Mark                         | 1.209            | 1.280      | ges1 −5             | Bronze    |
| 07  | (Stephanusglocke)                      | 13. Jh.  | anonym (Hermann von Lemgo)               | 1.000            | 0.765      | b1 −5               | Bronze    |
| 08  | (Gottesglocke)                         | 1577     | Rochus Nelman                            | 0.757            | 0.310      | es2 −7              | Bronze    |
| 09  | Große Englische Glocke                 | 13. Jh.  | anonym                                   | 0.587            | 0.170      | as2 +3              | Bronze    |
| 10  | Kleine Englische Glocke                | 12. Jh.  | anonym                                   | 0.490            | 0.106      | b2 −1               | Bronze    |
| 11  | Wandlungsglocke                        | 1991     | Hans August Mark                         | 0.456            | 00.75      | c3 ±0               | Bronze    |

## Dommuseum
In der Turmhalle im Westwerk befindet sich das Dommuseum. Es ist über eine Treppe an der Südseite erschlossen. Hier wird der Domschatz ausgestellt.
- Das Wurzel-Jesse-Fenster war ursprünglich im Marienchörchen eingebaut; es ist ein Dokument früherer Glasmalerei und wird als wertvollster Schatz in einem gesonderten Raum ausgestellt.
- Die Büste des Hl. Patroklus stammt von 1499.
- Das Adlerpult ist eine Arbeit des 15. Jahrhunderts; allerdings ist der Fuß aus späterer Zeit.
- Die Reliefs aus dem 17. Jahrhundert zu den Themen Geburt Jesu, die Heiligen Drei Könige, Kindermord des Herodes sowie drei Szenen mit der Darstellung Jesu im Tempel stammen aus dem ehemaligen Dominikaner-Kloster in Soest.
- Eine Tür von 1699 ist von einem 1817 abgebauten Hochaltar erhalten.[28]
- In Vitrinen sind Messgewänder aus verschiedenen Zeiten ausgestellt. Der Stoff des Chormantels mit Wappen aus der Zeit von 1720 bis 1730 wurde in Frankreich gewebt. Eine Kasel aus dem 18. Jahrhundert und eine Dalmatik aus der zweiten Hälfte des 17. Jahrhunderts ergänzen den Bestand. Weiterhin sind eine Kasel, deren Stoff in der Zeit von 1760 bis 1770 in Frankreich gewebt wurde, und ein Chormantel von 1742, dessen Stoff in Persien hergestellt wurde, zu sehen.[28]
- An einer Wand sind Skizzen sowie ein Modell des Turm-Tragwerks ausgestellt. Die verschiedenen Bauepochen sind durch verschiedene Farben gekennzeichnet, wobei der älteste Teil mit der Darstellung des Zustandes von 1190 rot gehalten ist. Diese Informationen werden durch ausgestellte Fragmente von Architekturteilen bis zurück in das 12. Jahrhundert ergänzt.
- In einer Vitrine werden alte Glasmalereien gezeigt; es handelt sich um die Darstellungen des Hl. Meinolfus in Begleitung eines Geistlichen aus der Zeit um 1483, die Kreuzigung Christi, eine Arbeit aus dem dritten Viertel des 13. Jahrhunderts, und eine Darstellung des Hl. Goar, der mit einem geistlichen Stifter gezeigt wird, aus der Zeit um 1480. Die Glasmalerei mit dem Hl. Patroklus wurde im dritten Viertel des 13. Jahrhunderts geschaffen; bei dem Fenster mit dem Soester Stadtwappen handelt es sich wohl um die älteste erhaltene Darstellung desselben.[28]
- Der Soester Bundestagsabgeordnete Ernst Majonica (1920–1997) hinterließ der Patrokli-Gemeinde einige religiöse Teile und Ölgemälde, die im Museum ihren Platz fanden. Das Jüngste Gericht wurde 1872 in Oberitalien angefertigt; das Kreuz malte Eberhard Viegener 1943, die Anbetung der Könige wurde im 16. Jahrhundert im Raum Augsburg gefertigt und der Ecce homo im 17. Jahrhundert. Johann Benedikt Veit malte 1774 Christi Himmelfahrt; das Muschelbild mit der Flucht nach Ägypten wurde im 18. Jahrhundert in Neapel angefertigt. Aus einem französischen Stundenbuch von 1870 stammt eine Seite mit der Darbringung im Tempel; das Bronzekreuz aus Russland wurde im 18. Jahrhundert gegossen; die Ikone aus Messing wurde im 18. Jahrhundert hergestellt. Hervorzuheben ist ein metallenes Standkreuz, das um 1100 in Byzanz geschaffen wurde. Die Sammlung Majonika wird durch eine Bleiplakette mit dem Tod Mariens, Ikonensplitter und eine silberne Krone aus der Zeit um 1770 ergänzt.[28]